# 布列德區

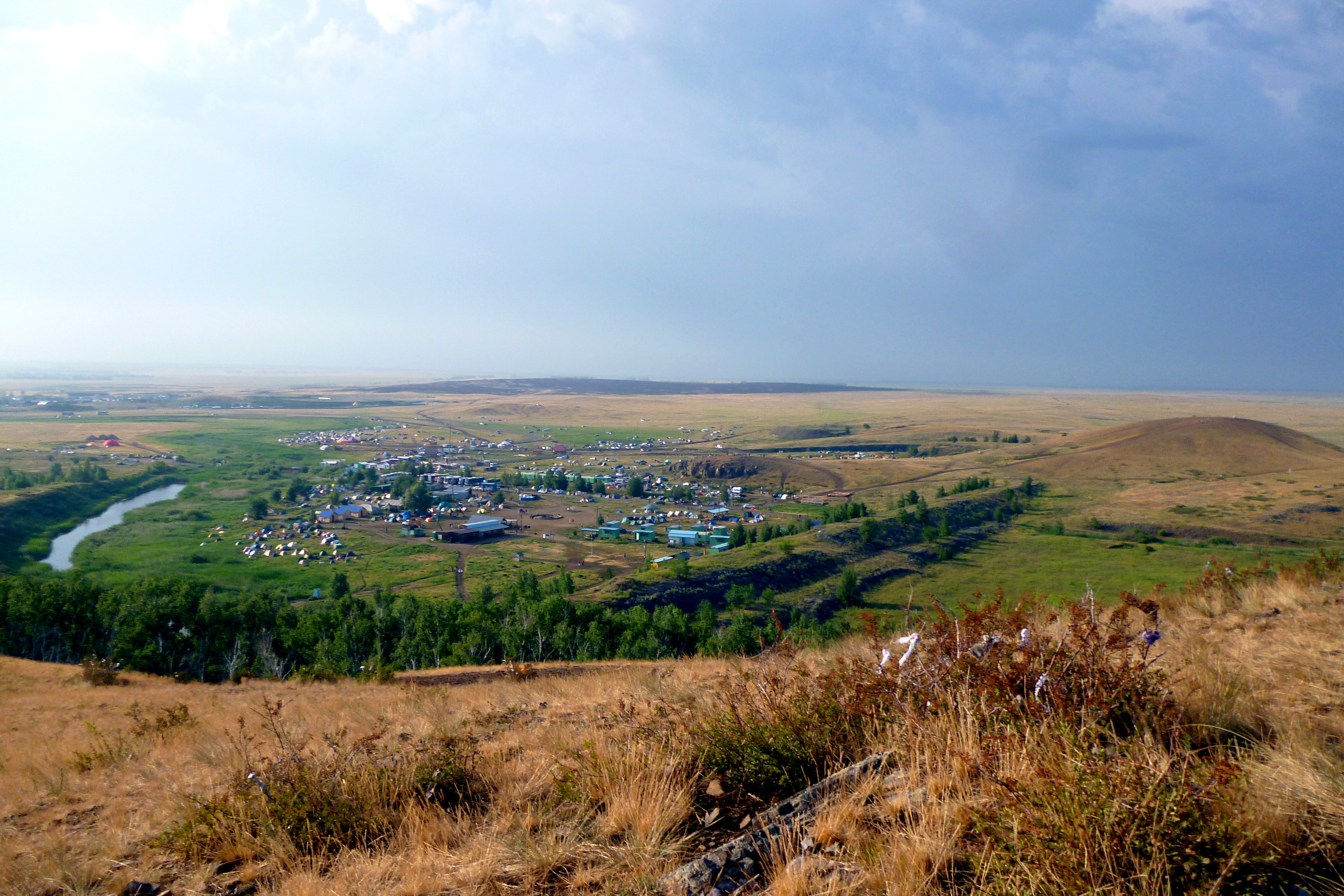

52°25′06″N 60°20′45″E / 52.41833°N 60.34583°E
布列德區（俄语：Брединский район），是俄羅斯的一個區，位於該國西南部，由車里雅賓斯克州負責管轄，面積5,076平方公里，2010年人口28,498，人口密度每平方公里5.61人。